# Pasteiner Gyula
Pasteiner Gyula (Tata, 1846. március 7. – Budapest, 1924. november 8.) művészettörténész, műkritikus, egyetemi tanár, a Magyar Tudományos Akadémia rendes, utóbb tiszteleti tagja. Pasteiner a magyar művészettörténet-írás második – az alapítók: Henszlmann Imre, Pulszky Ferenc, Rómer Flóris és Ipolyi Arnold nemzedékét felváltó, illetve pályájuk késői szakaszában velük részben párhuzamosan működő – generációjának meghatározó alakja. Hírnevét és befolyását igen hosszú, 1875-től 1918-ig, negyvenhárom éven át tartó egyetemi pályafutásának köszönhette, több generációnyi művészettörténész volt a tanítványa.

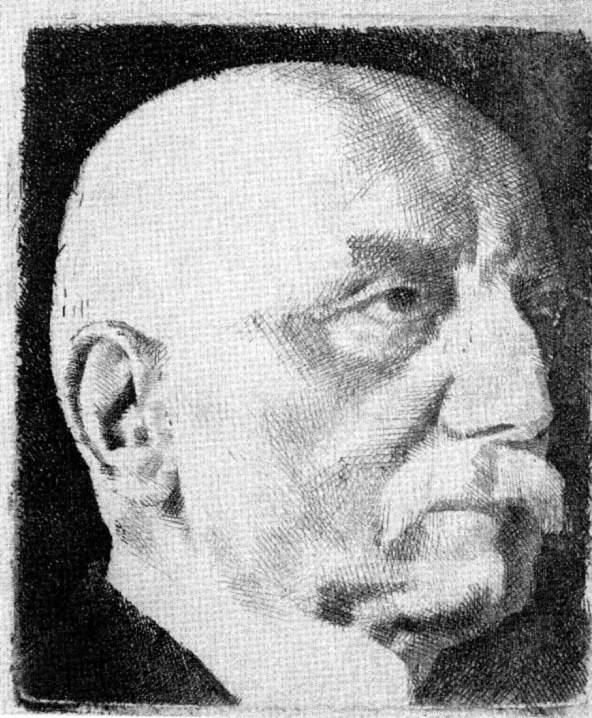
Aba-Novák Vilmos rézkarca

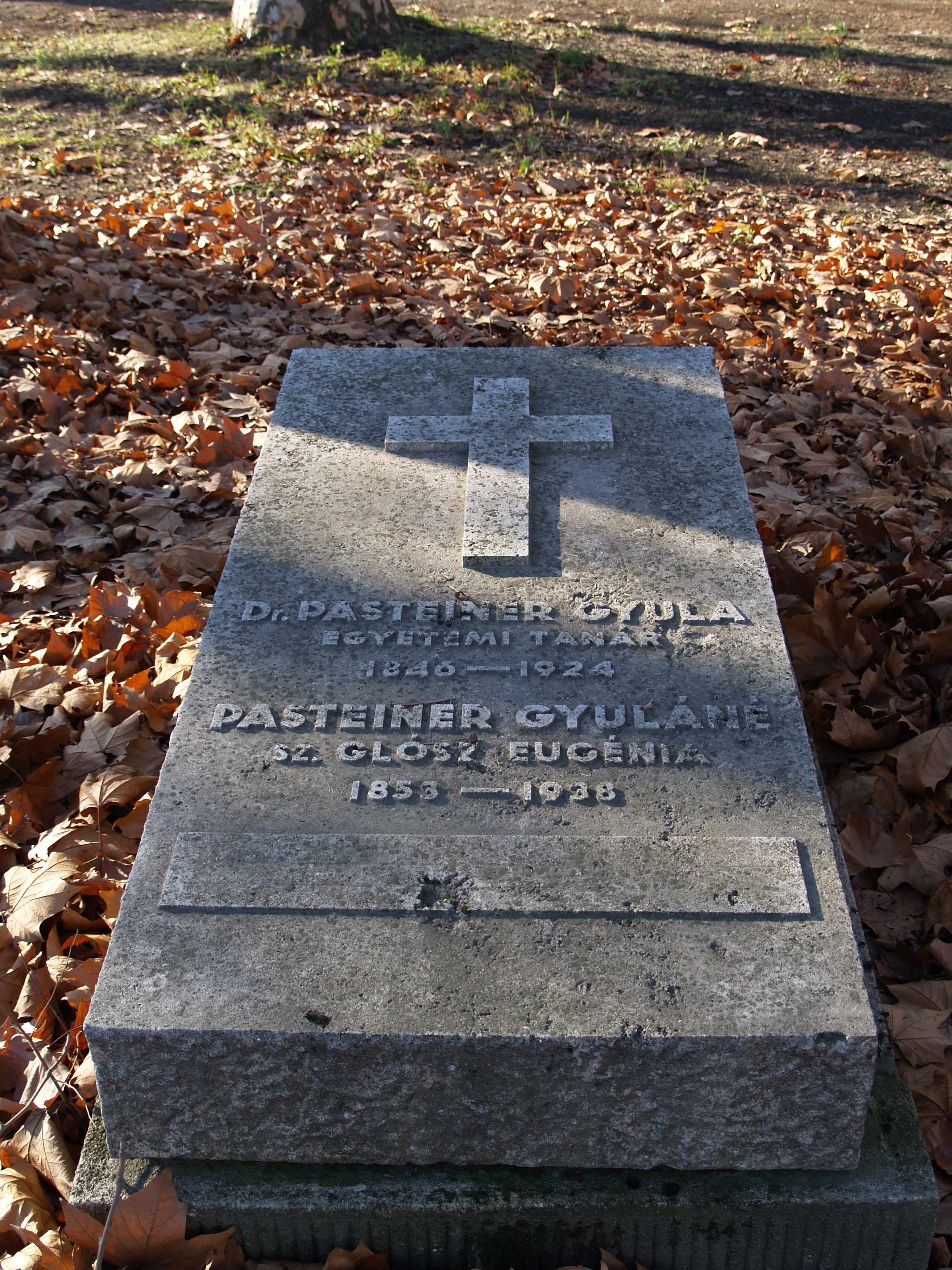
Sírja a Fiumei úti sírkertben 2007-ben (17/2-2-6)

Pasteiner Iván (1887–1963), a budapesti Egyetemi Könyvtár egykori főigazgatójának édesapja.

## Életútja
Pasteiner Gyula a tatai iskolaéveit követően 1864-től 1868-ig a Pesti, illetve a Bécsi Egyetemen végezte felsőfokú tanulmányait, bölcsészdoktori oklevelét 1868-ban szerezte meg. Pesten klasszika-filológiai képzést kapott, Bécsben valószínűleg már művészettörténeti előadásokat is hallgatott. 1868 és 1872 között a Budai Főgimnáziumban görögöt és latint tanított. Az 1870-es évek közepétől szinte a teljes szakmai életét az egyetemi oktatásnak szentelte. 1875-től 1885-ig magántanár, 1885-től nyilvános rendkívüli, 1890-től nyilvános rendes tanár a Budapesti Tudományegyetem művészettörténeti tanszékén. 1916-ban, hetvenéves korában nyugdíjazták, de két további évig még hirdetett előadásokat. 1905–1906-ban a bölcsészettudományi kar dékánja volt.

## Munkássága
Pasteiner még középiskolai tanárként, 1871-től kezdett a Pesti Naplóban művészeti és tanügyi tárcákat, vitacikkeket írni. Írásaira felfigyelt Trefort Ágoston is, és neki köszönhetően Pasteiner 1872-től 1874-ig állami képzőművészeti ösztöndíjasként Olaszországban (főleg Rómában) és Bécsben folytatott, főleg a klasszikus művészetre vonatkozó művészettörténeti tanulmányokat és kutatásokat, egyúttal a Pesti Napló külföldi levelezőjeként is működött. Később meghatározó, kortárs képzőművészeti érdeklődése az 1873-as bécsi világkiállításról a Pesti Napló számára írt nyolcrészes cikksorozatában jelent meg először hangsúlyosan (Képzőművészeti levelek a kiállításból). Külföldi művészettörténeti tanulmányainak szintézise A régi művészetek történetének mai tudományos állása című műve (1875).
A budapesti tudományegyetemen 1875. január 3-án művészettörténetből mint fő-, illetve elméleti esztétikából és görög irodalomból mint melléktárgyakból doktori szigorlatot tett. Magántanári habilitációjára 1875. november 2-án került sor. Első egyetemi előadását az 1875/1876-os tanév első félévében hirdette meg. 1875–1876-ban részben itthon, részben újabb állami ösztöndíjjal Franciaországban (főképp Párizsban) tartózkodott. Hazatérése után 1876-tól 1918-ig megszakítás nélkül a budapesti tudományegyetemen tanított. Az 1893/1894-es tanév második félévéig ókori témájú előadásokat és szemináriumokat is hirdetett. Ezt követően csak az „újabb kori” (a középkorral kezdődő) évszázadok művészetét oktatta. 1888-tól 1914-ig a Mintarajztanodában (1908-tól Képzőművészeti Főiskola, ma Magyar Képzőművészeti Egyetem) is tanított. Egyetemi pályafutása elején 1878-tól 1884-ig politikai újságíróként is tevékenykedett, a Magyar Állam munkatársa volt. Kritikusi és szerkesztői munkássága is jelentős. 1882-től a Budapesti Szemle művészeti írója és műkritikusa, de itt publikálta több jelentős művészettörténeti tanulmányát is. Pasteiner írta 1885-ben az első magyar nyelvű egyetemes művészettörténeti kézikönyvet (A művészetek története a legrégibb időktől napjainkig). 1885–1886-os alapítástól az 1894-es utolsó évfolyamig szerkesztette a Művészi Ipar című iparművészeti folyóiratot. 1893-tól 1901-ig láttak napvilágot Az Osztrák–Magyar Monarchia Írásban és Képben című könyvsorozat köteteiben az általa írt magyar vonatkozású művészettörténeti fejezetek.
Pasteiner művészettörténeti felfogásának középpontjában teljes pályája során az általa tudományos szempontból egyedül „helyesnek” tartott „történeti” álláspont hirdetése állt. Ennek lényegét: az „objektív”, a személyes ízléstől vagy a mindenkori jelen elfogultságaitól mentes ideális művészettörténet-írás programját többször is megfogalmazta. 1875-ben, A régi művészetek történetének mai tudományos állása című dolgozatában például ekképp: „Aegyptomban aegyptomi, a gothikusok előtt gothikus, a barokk előtt barokk álláspontot kell elfoglalnunk és őket a megfelelő szem és ízléssel tekintenünk. Vagyis [...] nincs jogunk egyik művészet álláspontjából a másik fölött ítélni.” (i. m., 35.) Módszertani álláspontját publikációiban és egyetemi előadásaiban is évtizedekig következetesen képviselte és elsajátítását tanítványaitól is elvárta. A hazai barokk-kutatások egyik első kezdeményezője volt (XVIII. századbeli falfestmények Magyarországon, 1896), valamint topografikus művészettörténeti kísérletei is újszerűnek számítottak (Középkori építészetünk topographiája, 1908). A magyarországi reneszánsz művészetet és egykorú forrásait szigorú filológiai aprólékossággal vizsgálta (Az építészet I. Mátyás király alatt, 1893). De fontos írásokat publikált képzőművész kortársairól és a közelmúlt magyar művészeiről is. Előbb a szobrászat (Ferenczy István, Izsó Miklós), majd a festészet állt publikációi középpontjában (Zichy Mihály, Munkácsy Mihály). Pályája végén a francia impresszionizmus és posztimpresszionizmus, illetve a Nyolcak művészete iránt is érdeklődött. Az 1870-es évek közepétől az építész-teoretikus Gottfried Semper művészetelméletét propagálta. Az 1900-as évek első évtizedében pedig az újabb művészettörténeti elméletek, Alois Riegl, Heinrich Wölfflin, Bernard Berenson és a szobrász-teoretikus Adolf von Hildebrand szövegei hatottak rá, ismeretüket hallgatóitól is megkövetelte.
Négy évtizedes egyetemi tanári pályafutása során tanítványai közé tartoztak, a hozzá írt doktori értekezéssel doktoráltak (zárójelben a doktori szigorlatuk évével): Goldschmied Lipót (1891), Éber László (1894), Meller Simon (1898), Rózsaffy Dezső (1901), Neuschloss Kornél (1903), Felvinczi Takács Zoltán (1904), Gerevich Tibor (1904), Czakó Elemér (1904), Sztrachon Petronella (1905), Kenczler Hugó (1907), Pogány Kálmán (1907), Elefánt Olga (1907), Nécsey László (1907), Alexander Magdolna (1909), Freund Edit (1909), Freund Mária (1910), Hoffmann Edith (1910), Gasparetz Géza Antal (1911), Vikár Vera (1913) és Barát Béla (1914).

### Társasági tagságai és elismerései
1890. május 8-ától a Magyar Tudományos Akadémia levelező tagja (székfoglalója: Az építészet I. Mátyás király alatt, megjelent 1893-ban), 1907. május 1-jén rendes tagjává választották (székfoglalója: Középkori építészetünk topographiája, 1908), halála évében, 1924-ben pedig a tiszteleti tagok sorába emelték. 1885–1894-ben a titkári teendőket látta el az Országos Magyar Iparművészeti Társulatban. 1886-tól alapító tagja volt a Szent István Társulat tudományos és irodalmi osztályának, 1916-ban pedig a Szent István Tudományos Akadémia rendes tagjává választották.

## Főbb művei
- Képzőművészeti levelek a kiállításból I–VIII. Pesti Napló, 1873. június 26. esti kiadás, július 3. e. k., július 10. e. k., július 17. e. k., július 24. e. k., augusztus 14. e. k., augusztus 21. e. k., augusztus 28. e. k.
- A régi művészetek történetének mai tudományos állása. Budapest, 1875 (Újraközölve: A magyar művészettörténet-írás programjai. Válogatás két évszázad írásaiból. Szerk. Marosi Ernő. Budapest, 1999. 66–99., jegyzetek: Falus János – Marosi Ernő.)
- Zichy Mihály festménye: a Daemon fegyverei. Havi Szemle, 1. 1878. 161–167.
- A művészeti és nem-művészeti utánzásról. Az országos képtár albumának érdekében írta Pasteiner Gyula. A Kisfaludy-Társaság 1878. nov. 30. ülésén felolvasta Greguss Ágost. I–II. Havi Szemle, 2. 1879. 113–121., 257–267.
- Munkácsy Mihály olajfestménye: Krisztus Pilátus előtt. Budapesti Szemle, 30. No. 64. 1882. 71–102.
- Die bildende Kunst in Ungarn und ungarische Künstler in der Fremde. In: Das moderne Ungarn. Hrsg. Dr. Ambros Neményi. Berlin, 1883. 149–177.
- A magyar szobrászat. I–II. Budapesti Szemle, 34. No. 77. 1883. 180–208., 353–372.
- Krisztus a kálvárián. Festette Munkácsy Mihály. Budapesti Szemle, 40. No. 96. 1884. 370–387.
- A művészetek története a legrégibb időktől napjainkig. Budapest. 1885
- A Báthory-féle Madonna a Nemzeti Múzeumban. Arcaeologiai Értesítő, Új Folyam, 5. 1885. 378–380.
- Mozart végpercei. Festette Munkácsy Mihály. Budapesti Szemle, 46. No. 114. 1886. 466–473.
- A nemzeti elem a régi hazai művészetben. Pasteiner Gyula előadása a régészeti társulat 1886. február 23-ikán tartott ülésén. Művészi Ipar, 1. 1885–1886. 315–324.
- A képírás. A Mária-Dorottya-egyesület által rendezett előadások sorozatából. Előadatott 1892. február 18-án. Athenaeum, 1. 1892. 67–91.
- Az építés Budapesten. In: Az Osztrák–Magyar Monarchia írásban és képben. IX. Magyarország. III. Budapest, 1893. 73–118.
- Az építészet I. Mátyás király alatt. Budapesti Szemle, 73. No. 193. 1893. 1–119.
- Esterháza kastély. Művészi Ipar, 9. 1894. 147–174.
- Arany János balladái. Zichy Mihály rajzaival. Kiadja Ráth Mór, Buda-Pesten, 1895. Budapesti Szemle, 84. No. 228. 1895. 501–506.
- Görög földön. Emlékkönyv a magyar tanárok 1893-ik évi tanulmányútjáról. A Vallás és Közoktatásügyi M. K. Minisztérium megbízásából szerkesztették Dr. Csengeri János és Dr. Pasteiner Gyula. Budapest, 1895
- Őskori, római és népvándorláskori emlékek a Dunán túl. Építészeti emlékek a Dunán túl. In: Az Osztrák–Magyar Monarchia írásban és képben. XIII. Magyarország. IV. Budapest, 1896. 85–106., 107–168.
- XVIII. századbeli falfestmények Magyarországon. (Kivonat Pasteiner Gyula l. t. február 3-án felolvasott értekezéséből.) Akadémiai Értesítő, 7. 1896. 192–200.
- Építészeti emlékek Felső-Magyarországon. In: Az Osztrák–Magyar Monarchia írásban és képben. XV. Magyarország. V. Budapest, 1899. 45–176.
- Római világ. Emlékkönyv a magyar tanárok olaszországi tanulmányútjáról. Csengeri János és Geréb József közreműködésével szerkesztette Pasteiner Gyula. Budapest, 1899
- Építészeti emlékek a magyar királyság megalakulása óta. In: Az Osztrák–Magyar Monarchia írásban és képben. XX. Magyarország. VII. Budapest, 1901. 37–98.
- Mantegna. Budapesti Szemle, 106. No. 294. 1901. 334–358.
- Az építészet művészeti fejlődése. Hat előadás. Népszerű Főiskolai Tanfolyam 1903/4. I. sorozat XIII. syllabus. A Népszerű Főiskolai Tanfolyam kiadványa, Budapest, 1903
- Az építészet története Magyarországon. Hat előadás. Népszerű Főiskolai Tanfolyam 1903/4. II. sorozat XXII. syllabus. A Népszerű Főiskolai Tanfolyam kiadványa, Budapest, 1904
- A szobrászat. Hat előadás. Népszerű Főiskolai Tanfolyam 1904/5. II. sorozat XXXIII. syllabus. A Népszerű Főiskolai Tanfolyam kiadványa, Budapest, 1905
- Ezerötszáz év a szobrászat történetéből. Hat előadás. Népszerű Főiskolai Tanfolyam 1905/6. II. sorozat XL. syllabus. A Népszerű Főiskolai Tanfolyam kiadványa, Budapest, 1906
- A festészet. Hat előadás. Népszerű Főiskolai Tanfolyam 1906/7. I. sorozat LII. syllabus. A Népszerű Főiskolai Tanfolyam kiadványa, Budapest, 1906
- Képtárak. Képek hitelessége. Képbírálat. Hat előadás. Népszerű Főiskolai Tanfolyam 1907/8. I. sorozat LXIV. syllabus. A Népszerű Főiskolai Tanfolyam kiadványa, Budapest, 1907
- Középkori építészetünk topographiája. Budapesti Szemle, 134. No. 376. 1908. 57–72.
- Háromszáz év az olasz festészet történetéből. Hat előadás. Népszerű Főiskolai Tanfolyam 1908/9. II. sorozat LXXVI. syllabus. A Népszerű Főiskolai Tanfolyam kiadványa, Budapest, 1909
- A francia festészet a XIX. században. Hat előadás. Népszerű Főiskolai Tanfolyam 1910/11. I. sorozat XCIII. syllabus. A Népszerű Főiskolai Tanfolyam kiadványa, Budapest, 1910

## Emlékezete
- Emlékére alapította a Magyar Régészeti és Művészettörténeti Társulat az évente kiosztott Pasteiner Gyula-emlékérmet.
- Emléktáblája található Tatán, az Ady Endre utcán.

## További irodalom
- Gerevich Tibor: Pasteiner Gyula emlékezete. (Felolvastatott a M. T. Akadémiának 1931. évi május hó 18-án tartott összes ülésén) Budapest, 1933
- Lehel István: Pasteiner Gyula. Nyugat, 17. 1924. II. 808–809.
- Elek Artúr: Pasteiner Gyula. Nyugat, 24. 1931. I. 776–777. (Újraközölve: Elek Artúr: Művészek és műbarátok. Válogatott képzőművészeti írások. Szerk. Tímár Árpád. Budapest, 1996. 188–190.)
- Telepy Katalin: dr. Pasteiner Gyula (1846–1924). In: Tata Barátai Körének Tájékoztatója, 4. Tata, 1982. 25–33.
- Marosi Ernő: Utószó. Programok a magyar művészettörténet-írás számára. In: A magyar művészettörténet-írás programjai. Válogatás két évszázad írásaiból. Szerk. Marosi Ernő. Budapest, 1999. 340–342.
- Gosztonyi Ferenc: A „helyes” művészettörténeti álláspont kérdése Pasteiner Gyula írásaiban. Ars Hungarica, 27. 1999. 309–351.
- Gosztonyi Ferenc: Akadémiai emlékbeszéd mint önarckép. Gerevich Tibor és a "Pasteiner Gyula emlékezete". Ars Hungarica, 28. 2000. 273–282.
- Pasteiner Gyula irodalmi munkássága. Bibliográfia. Összeállította: Gosztonyi Ferenc. Ars Hungarica, 29. 2001. 155–186.
- Gosztonyi Ferenc: „Van tanszékem az egyetemen…” Jegyzetek a mintarajztanodai és főiskolai művészettörténet-oktatás történetéhez (1875–1917). In: A Mintarajztanodától a Képzőművészeti Főiskoláig. Szerk. Blaskóné Majkó Katalin – Szőke Annamária. Budapest, 2002. 299–317.
- Gosztonyi Ferenc: Pasteiner Gyula (1846–1924). In: "Emberek és nem frakkok" A magyar művészettörténet-írás nagy alakjai. Tudománytörténeti esszégyűjtemény. Első kötet. Szerk. Markója Csilla – Bardoly István. Enigma, 13. 2006. 47. sz., 111–130.
- Gosztonyi Ferenc: A Pasteiner-tanítványok. Ars Hungarica, 38. 2012. 11–71.
- Gosztonyi Ferenc: A „Pasteiner-tanszék” vége. Az 1917–1918-as tanszéki pályázat története és iratai. Művészettörténeti Értesítő, 63. 2014. 67–93.

## Kép
- Aba Novák Vilmos: Pasteiner Gyula arcképe

1. ↑  https://library.hungaricana.hu/hu/view/BFLV_bn_25_07_1999_3_2/?pg=93&layout=s